# Gavilanes
Gavilanes è un comune spagnolo di 706 abitanti situato nella comunità autonoma di Castiglia e León.